# 회색친칠라쥐
회색친칠라쥐(Abrocoma cinerea)는 친칠라쥐과에 속하는 설치류의 일종이다. 아르헨티나와 볼리비아, 칠레 그리고 페루에서 발견된다.

## 특징
전체 몸길이는 21~43cm이고, 몸길이는 15~25cm 꼬리 길이는 6~8cm이다. 몸 윗쪽은 부드럽고 무성한 은색 털을 가진 반면에, 배 쪽은 흰색 또는 노랑 털을 가지고 있다. 앞발은 4개의 발가락을 뒷발은 5개의 발가락을 갖고 있다.

## 분포 및 서식지
회색친칠라쥐는 페루 남동부와 볼리비아 남서부, 칠레 북부 그리고 아르헨티나 북서부의 고지에서 발견된다. 서식 고도는 해발 약 3,850~5,000m이다. 바위 지역에서 바위 아래 덤불 바닥, 혈암 속 또는 돌벽 바닥에 굴을 파서 생활한다.

## 습성 및 먹이
회색친칠라쥐는 굴 하나에 최대 6마리까지 집단을 형성하여 땅 밑에서 생활한다. 몇몇  군체의 굴은 서로 가까이 모여 있을 수 있다. 그들의 번식 습관은 거의 알려져 있지 않지만 임신 기간은 약 118 일이며 한 번에 한 두마리의 최대 세마리까지 새끼를 낳는다. 초식동물로 씨앗과 과일 그리고 견과류 특히 토라(Thola) 야레타(Yareta) 종을 먹는다. 사교적인 동물로 두려워하거나 싸울 때 끙끙거리는 소리를 내거나 서로 몸을 손질해 줄 때 꾸르르 소리를 낸다.

## 보전 상태
모피를 얻기 위해 회색친칠라쥐를 사냥을 하기도 하며, 현지 시장에서 팔리고 관광객들이 사냥을 하기도 한다. 넓은 분포 지역을 갖고 있으며 풍부하게 분포한다. 개체수가 크고 안정적인 추세를 보인다. 서식지 변화에 어느 정도 적응할 수 있으며, 국제 자연 보전 연맹(IUCN)이 보전 상태를 "관심대상종"으로 분류하고 있다.